# 존 웩슬리
존 웩슬리(John Wexley, 1907년 9월 14일 ~ 1985년 2월 4일)는 미국의 극작가다.
유태 극단 출신으로, 30년대 사형수를 취급한 <최후의 발걸음>이나 스코츠보로 사건을 취급한 <그들을 죽게 하지 말라>(1933) 등의 강렬한 극작을 남기고 있다.